# 드골주의

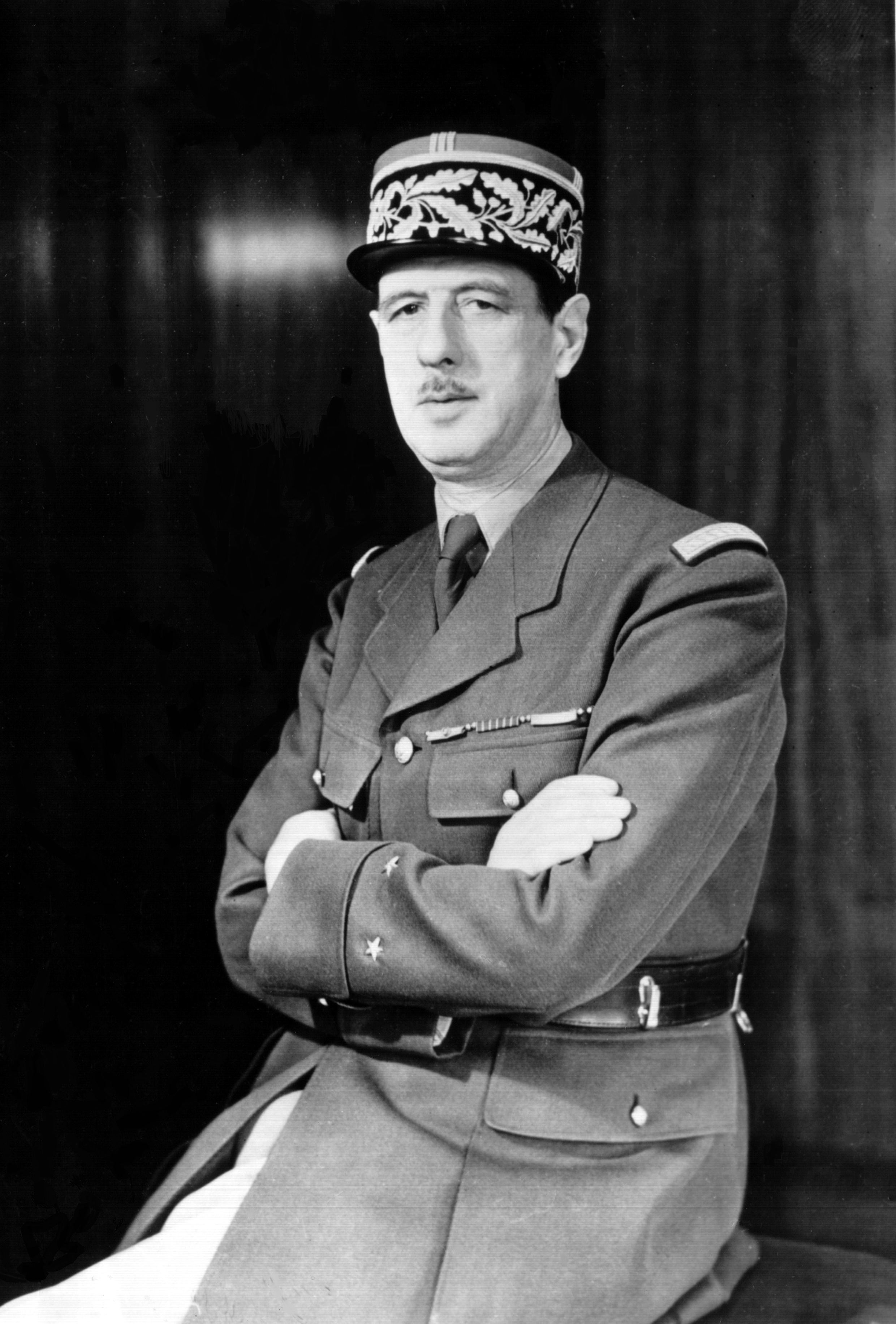
군복을 입은 샤를 드 골

드골주의(프랑스어: Gaullisme 골리슴[*])은 프랑스 제18대 대통령인 샤를 드 골이 재임당시 펼친 정치사상을 일컫는 말이다.

## 독트린
드골주의는 기본적으로 '프랑스의 외세로부터의 독립'을 지향하지만, 동시에 이념의 형태로서 사회적 · 경제적 요소도 가지고 있다.

### 대외 정책
드 골 정부의 대외정책기조는 민족 자결에 기반을 둔 '비동맹 외교정책'이었다. 이를 위해 프랑스 정부는 북대서양 조약 기구(NATO)나 유럽 경제 공동체(ECC)와 같은 국제 연합체들에 불참을 선언하기도 하였다. 드 골은 프랑스가 생존을 위해 외세에 기대는 것을 거부(이를 위하여 프랑스는 핵실험을 강행, 핵 억지력을 갖기도 하였다.) 하였으며, 특히 당시의 냉전 체제 속에서도 미합중국이나 소비에트 연방 중 어느 한 편에 서는 것을 거부하였다. 또한 프랑스를 세계열강의 대열에 올려 제국의 옛 영광을 되찾고, 국제 사회에서의 입지를 굳혀 타국의 간섭을 받지 않는 주체적인 국가로 거듭나기 위해 군비를 확장하고, 경제력을 강화하는 등 '위용'(grandeur)의 정치를 추구하기도 하였다. 이러한 드골주의의 기조는 이후 수십 년 동안, 집권세력을 막론하고, 프랑스의 대외정책에 강력한 영향을 끼치게 된다.
영국와 미합중국을 중심으로 하는 드골주의 비판세력들은 프랑스의 이러한 '위용'의 정치를 끊임없이 조롱하는 한편, 프랑스와 지속적으로 갈등을 빚어왔다. 갈등의 가장 큰 원인은 드 골의 나토 통합 군사 지휘부 탈퇴 결정(그러나 이후에도 프랑스는 나토의 회원국으로는 계속 남아있었다.)과 나토 본부를 퐁텐블로에서 철수시킨 일이다. 드 골은 프랑스군의 지휘를 받지 않는 외국군이 프랑스에 주둔하는 것을 원치 않았고, 이는 냉전의 기류 속에서 한 곳의 주둔지가 아쉬웠던 미합중국과 갈등의 원인이 됐다.

### 대내 정책
드골주의자들이 내세우는 이념으로서 특기할 만한 것은, 사회적 보수주의와 경제적 '지도주의'(dirigisme), 그리고 의지주의다. 그러나 이러한 주요 이념을 모든 드골주의자들이 공유하는 것은 아니다. 드골주의는 보통 우파적 성격을 띤다고 여겨지나, 좌파적 색체를 띠는 드골주의자들도 있다. 이들간의 차이는 사회적 · 경제적 정책의 차이에서 비롯된다.
드 골의 개인적인 카리스마에 의해 지나치게 의존했기 때문에, 드골주의는 종종 포퓰리즘의 사례로 언급된다. 즉, 드 골은 의회정치보다 대중과 직접 소통하는 것을 선호하는 경향을 보였다. 이러한 그의 정치 성향은 그가 프랑스 상원의 개혁법안을 레퍼렌덤과 결부시켰다가 부결되자, 즉각 사임했던 일에서도 엿볼 수 있다.

## 드골파 정치세력
드골파 정당으로는 공화국민주동맹(Union des Démocrates pour la République, 약칭 UDR)이 있었으나, 드 골 사후 해체되었다. 이후 드골파 정치세력이란 의미는 불분명해졌다.
이후 1980년대에서 1990년대에 들어, '드골주의' 또는 '신 드골주의'는 자크 시라크에 의해 창당된 중도보수 계열의 공화국연합[Rassemblement pour la République, 약칭 RPR, 현 프랑스 여당인 대중운동연합(Union pour la majorité présidentielle, 약칭 UMP)의 전신]에 의해 다시 주창되었다. 그러나 시라크는 '국가 주도 주의'와 '자유방임주의'(laissez-faire)를 동시에 프랑스 경제에 도입하려 하였고, 이후에는 유로회의주의를 반영한 그의 대표적 정책인 '코친 구상'을 뒤엎으며 친유럽정책을 펼치기도 하였다. 이는 드골주의의 기본인 국가 주도적 경제정책과 프랑스 중심의 외교정책과는 거리가 있는 정책들이었고, 이러한 이유 때문에 샤를 파스카 등 우파 드골주의자들 중 일부는 시라크와 그의 정당인 RPR을 '진짜 드골주의자'라 인정하지 않았다.

## 같이 보기
- 샤를 드 골
- 대중운동연합